# 柯氏假脉蕨
柯氏假脉蕨（学名：Crepidomanes kurzii）也称假脈蕨，为膜蕨科假脈蕨屬下的一个种。